# Fritz Arens
Fritz Victor Arens (* 19. Oktober 1912 in Mainz; † 13. November 1986 ebenda) war ein Mainzer Kunsthistoriker und Denkmalpfleger. Ab 1957 lehrte er am Institut für Kunstgeschichte der Johannes Gutenberg-Universität Mainz und setzte seine Lehrtätigkeit nach seiner Emeritierung 1977 fort. Als Denkmalpfleger setzte sich Arens für den Wiederaufbau der im Krieg zerstörten historischen Bausubstanz der Stadt Mainz ein.

## Leben

### Familie
Fritz Victor Arens wurde 1912 als einziges Kind des Mainzer Weinhändlers Ludwig Arens (1886–1959) und dessen Ehefrau Katharina (1885–1974), geborene Schneider, geboren. Katharina Schneider war eine Nichte des Mainzer Prälaten Friedrich Schneider.
Im Mai 1942 heiratete Fritz Arens die Kindergärtnerin Susanna Keim († 1998), die ihn bereits seit 1938 als Assistentin und Sekretärin begleitet hatte. Aus der Ehe gingen zwei Söhne und eine Tochter hervor.
Arens starb nach kurzer Krankheit am 13. November 1986 und wurde auf dem Mainzer Hauptfriedhof beigesetzt.

### Studium und Kriegsjahre
Arens besuchte das heutige Rabanus-Maurus-Gymnasium, das er 1931 mit der Hochschulreife verließ. Bereits während der Schulzeit zeigte Arens ein großes Interesse an Kunstgeschichte. Er begann im Alter von 16 Jahren mit Führungen durch den Mainzer Dom und legte eine erste Kartei über die Forschungsgeschichte einiger Kunstdenkmäler an. Arens studierte Kunstgeschichte, Archäologie und Geschichte an der Ludwig-Maximilians-Universität München, der Universität Wien, der Friedrich-Wilhelms-Universität und der Universität Bonn. Im Jahr 1934 verbrachte Arens einen längeren Studienaufenthalt in Italien. 1936 promovierte er bei Paul Clemen mit einer Arbeit über Das Werkmaß in der Baukunst des Mittelalters zum Doktor der Philosophie und begann unter der Leitung von Ernst Neeb mit der Inventarisation der Mainzer Kunstdenkmäler. 1940 erschien der erste Band der Dokumentation Bestehende und verschwundene Mainzer Kirchen A-G, gemeinsam erarbeitet mit Ernst Neeb und Karl Nothnagel. Die bis dato noch unveröffentlichten Manuskripte der weiterhin geplanten Publikationen verbrannten bei einem Luftangriff im August 1942.
Während des Zweiten Weltkrieges organisierte Arens, der wegen eines Nierenleidens nicht eingezogen wurde, ab 1942 den Kunstschutz in Mainz. Er machte es sich zur Aufgabe, Mainz mit einer Plattenkamera noch einmal systematisch „durchzufotografieren“, da Arens davon ausging, dass Mainz zerstört werden würde. Dabei nutzte Arens vor allem die Fliegeralarme aus, da dann die Straßen leer waren und er Kirchen und Gebäude ohne Passanten fotografieren konnte. Die Bildplatten mehrerer tausend Aufnahmen bewahrte Arens zunächst auf dem Weingut seiner Familie in Nierstein auf, später dann in der Krypta der Niersteiner Kirche. Während der letzten Kriegsjahre zog Arens, nun bei der Hessischen Denkmalpflege tätig, mit einem Handkarren durch Mainz und versuchte, mit der Unterstützung durch einen Maler und zwei Gymnasiasten, gefährdete Denkmäler und transportable Architekturstücke aus den Trümmern zu bergen. So rettete Arens gemeinsam mit seinen Helfern die Rokokokanzel und das 5 × 3 Meter große Gemälde „Mariä Himmelfahrt“ von Franz Anton Maulbertsch aus St. Emmeran, bevor die Kirche am 27. Februar 1945 nach einem Bombenangriff ausbrannte. Arens lagerte diese und andere sichergestellte Ausstattungsstücke in der Domkrypta, wo diese den Krieg unbeschadet überstanden.

### Denkmalpflege nach dem Krieg
Beim Einrücken US-amerikanischer Truppen in Mainz am 21. März 1945 war nach den Luftangriffen 80 % der Bausubstanz in der Innenstadt zerstört. Nach Kriegsende räumte Arens die fast vollständig zerstörten Kirchen im Innenstadtbereich aus und lagerte alles noch erhaltene ebenfalls in Kreuzgang und Krypta des Mainzer Doms. 1945 wurde er von dem Mainzer Kulturdezernenten Michel Oppenheim zum städtischen Denkmalpfleger ernannt und übernahm 1949 für drei Jahre das Altertumsmuseum mit der Gemäldegalerie und dem Kupferstichkabinett (das heutige Landesmuseum Mainz). Ab 1952 war er fünf Jahre lang beim Landeskonservator tätig. 1957 wurde er zum Konservator am Landesamt für Denkmalpflege Rheinland-Pfalz ernannt.

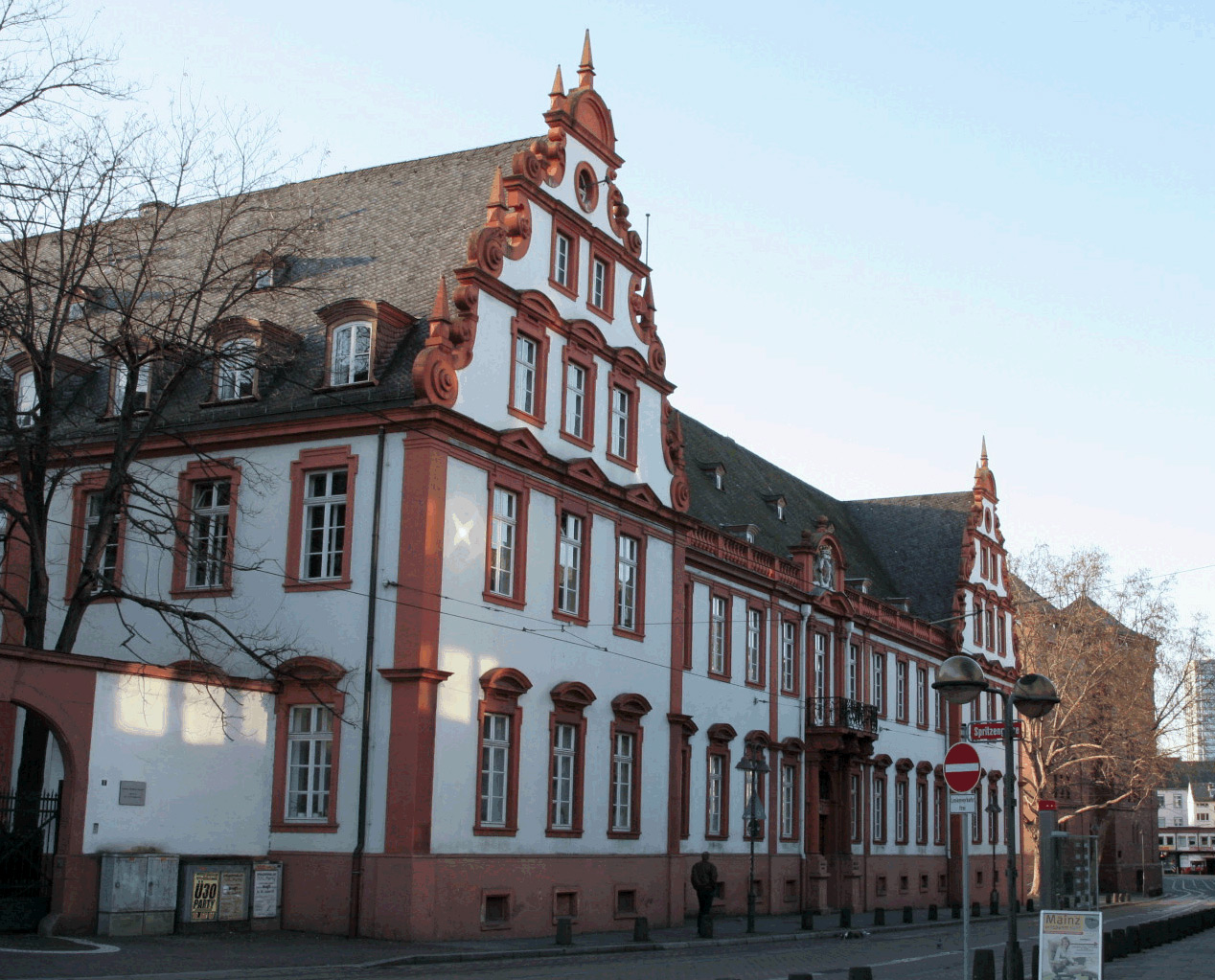
Schönborner Hof, Mainz, 2007.

Der Kunsthistoriker war der Meinung, dass die Nachkriegszeit mit ihren exzessiven Bebauungsplänen mehr an historischer Substanz vernichtet habe, als der Zweite Weltkrieg. Arens trat immer wieder Plänen der Mainzer Stadtverwaltung entgegen und versuchte, so viel von der historischen Bausubstanz wie möglich zu erhalten.
Die Wiederherstellung der Kirchen St. Ignaz und St. Antonius gehen auf Arens’ Initiative zurück. Er wirkte maßgeblich am Wiederaufbau der Golden-Ross-Kaserne mit, in der bereits vor dem Krieg das Altertumsmuseum untergebracht war. Ebenso engagierte sich Arens für den Neuaufbau der großen Adelshöfe am Schillerplatz, wie zum Beispiel für den Schönborner Hof. Er setzte sich für seine Anliegen bei der „Direction générale des affaires culturelles“ der französischen Besatzer ein und bat den Direktor General Raymond Schmittlein mehrfach um finanzielle Wiederaufbauhilfen für die zerstörten Mainzer Kunstdenkmäler, die Schmittlein auch bewilligte.
Gescheitert sind unter anderem Arens’ Bemühungen um den Erhalt des Kurfürstliches Jagdschlösschen sowie des Mainzer Invalidenhauses, ursprünglich ein Jesuitennoviziat aus dem 18. Jahrhundert, das 1942 bei einem Bombenangriff schwer beschädigt wurde. Die Überreste wurden 1953 abgerissen und an der Stelle ein Altenheim erbaut. Der frühere Kulturdezernent der Stadt Mainz, Anton Maria Keim, bezeichnete Arens wegen seines Einsatzes für die Rettung der Kunstdenkmäler einmal als „Ein-Mann-Bürgerinitiative“.
Während eines Studienaufenthaltes in Paris 1951 entdeckte Arens in der Bibliothèque nationale de France einen Kupferstich der Mainzer Universität von 1620, die einzige erhaltene Abbildung, die das gesamte Universitätsgebäude inklusive der Dachreiter zeigt.
Am 19. April 1955 hielt er vor dem Altertumsverein seinen in Mainz viel beachteten Vortrag „Rettet die Mainzer Baudenkmäler“, der wenig später als Broschüre herausgegeben wurde. Im Jahr 2006 wurde eine leicht gekürzte Version des Vortrags vom Landesamt für Denkmalpflege Rheinland-Pfalz und der Stadt Mainz neu aufgelegt.

### Wirken als Universitätsprofessor

Einladungsplakat zur Antrittsvorlesung 1948.

Arens war seit 1946 Lehrbeauftragter für Kunstgeschichte an der Universität Mainz und habilitierte sich dort im selben Jahr bei Friedrich Gerke über „Die Inschriften der Stadt Mainz“. Am 10. Dezember 1948 hielt er in der Philosophischen Fakultät seine Antrittsvorlesung über „Die ursprüngliche Benutzung und Bedeutung des mittelalterlichen Kirchenraumes“. 1957 wurde er außerplanmäßiger Professor am Institut für Kunstgeschichte der Universität Mainz, 1964 folgte die Ernennung zum Wissenschaftlichen Rat. Arens lehrte bis weit nach seiner Emeritierung 1977.
Während seiner Lehrtätigkeit an der Johannes-Gutenberg-Universität Mainz betreute er 22 Dissertationen. Für seine Doktoranden arbeitete sich Arens selbst in Sachgebiete ein, die nicht seinem ursprünglichen Forschungsinteresse entsprachen. Dazu zählten unter anderem auch jüdische Kunst und Epigraphik, Gold- und Silberschmiedearbeiten und klassizistische Schloss- und Gartenarchitektur. Von 1936 bis zu seinem Tod veröffentlichte Arens mehrere Dutzend Bücher sowie über 200 Aufsätze und Studien.

## Werk
In seinem wissenschaftlichen Werk beschäftigte sich Arens mit der Kunst der Stadt Mainz und des Mittelrhein-Gebietes von der Gotik bis zum Barock.
Besonderes Augenmerk legte der Kunsthistoriker hierbei auf die staufische Baukunst. In späteren Jahren beschäftigte er sich aber auch mit dem Barock, so zum Beispiel mit dem Schönborn-Architekten Johann Maximilian von Welsch. Die Bau- und Kunstgeschichte des Mainzer Doms und diverser Klosterbauten, vorrangig die der Zisterzienser, waren weitere Arbeitsfelder des Kunsthistorikers. Arens forschte außerdem auf dem Gebiet der deutschen Pfalzen, insbesondere über die Pfalz Wimpfen, über die er viel publizierte.
Er beschäftigte sich intensiv mit den „Inschriften der Stadt Mainz“, die nicht nur Thema seiner Habilitation waren, sondern über die er auch bis in die 1950er Jahre hinein forschte. Arens sichtete dazu unter anderem Altarinschriften, Deckenmalereien, Türstürze, Meßkelche, die Spruchbänder von Hausmadonnen, Grabsteine, aber auch Inschriften an Kanonen. Die vollständige Sammlung der Inschriften veröffentlichte Arens in drei Bänden. Im November 1985 wurde von der Sparkasse Mainz die Ausstellung „Mainzer Inschriften 1651–1800“ ausgerichtet, die Fotos und Exponate zum zeitgleich erschienenen Band 27 der „Beiträge zur Geschichte der Stadt Mainz“ zeigte, in dem Arens mehr als 2500 Mainzer Inschriften besprach.
Arens redigierte außerdem gemeinsam mit seiner Frau über drei Jahrzehnte lang die Mainzer Zeitschrift und arbeitete am Reallexikon zur Deutschen Kunstgeschichte mit. Von 1950 bis 1985 gab Arens im Auftrag der Stadt Mainz die Beiträge zur Geschichte der Stadt Mainz heraus. Der Kunsthistoriker besaß mehr als 25.000 Dias aus dem Themenkreis seiner wissenschaftlichen Forschung.
1949 wurde Arens vom damaligen Mainzer Kulturdezernenten Michel Oppenheim zum Museumsleiter der Stadt berufen und beschäftigte sich in dieser Funktion auch mit moderner Kunst. So organisierte Arens unter anderem 1949 eine Ausstellung über Alfred Mumbächer, im Jahr darauf widmete er sich den Plastiken von Emy Roeder.

## Ehrungen und Widmungen
Als Student in Mainz hat der Kunsthistoriker Elmar Worgull seinem Lehrer einen Aufsatz zur Ikonographie Beethovens gewidmet. (Elmar Worgull: Das Steinhauser-Schott-Beethovenjugendbildnis. In: Mainzer Zeitschrift : Mittelrheinisches Jahrbuch für Archäologie, Kunst und Geschichte. (Prof. Dr. Fritz Arens gewidmet). Verlag des Mainzer Altertumsvereins, Mainz. 73/74 (1979), S. 261–266.)

1967 wurde Arens Ehrenbürger der Stadt Bad Wimpfen, die ihn darüber hinaus mit der Professor-Arens-Straße ehrte. 1977 bekam er das Bundesverdienstkreuz 1. Klasse. 1982 wurde er wegen seiner Verdienste um die Rettung kirchlicher Kunstdenkmäler von Kardinal Hermann Volk zum Ritter des Silvesterordens ernannt. Der Mainzer Altertumsverein verlieh Arens die Ludwig-Lindenschmit-Plakette.
Am 18. November 2006 wurde im Hof der Pfalz Wimpfen eine bronzene Gedenktafel zu Ehren von Fritz Arens enthüllt. Im November 2008 wurde vor dem Eisenturm in Mainz der Fritz-Arens-Platz eingeweiht.

## Veröffentlichungen (Auswahl)
Hochschulschriften
- Das Werkmaß in der Baukunst des Mittelalters: 8. bis 11. Jahrhundert, Würzburg 1938, DNB 571766161 (Philosophische Dissertation Universität Bonn 1938, 116 Seiten).
- Der Mainzer Dom: Gesammelt und bearbeitet auf Grund von Vorarbeiten von Konrad F[riedrich] Bauer.[18] Mit zahlreichen Abbildungen. Druckenmüller, Waldsee 1951–1952, DNB 480885567 (Habilitationsschrift Universität Mainz, Philosophische Fakultät, 30. Juni 1948, im Buchhandel als: Die Inschriften der Stadt Mainz von frühmittelalterlicher Zeit bis 1650 (= Die deutschen Inschriften / Heidelberger Reihe, Band 2 (Teil 1)). Druckenmüller, Stuttgart 1951–1958, DNB 450135209, Lieferung 1–10, 70, 743 Seiten).[19]

Mainz und Mittelrheingebiet
- Der Mainzer Dom und das Dom-Museum, Rheingold, Mainz 1938, DNB 579105229.
- Die Kunstdenkmäler der Stadt und des Kreises Mainz, Band II, Teil II: Bestehende und verschwundene Mainzer Kirchen, 1. Lieferung: A-G, mit Ernst Neeb und Karl Nothnagel, Darmstadt 1940.
- Ist das Kreuz im Mainzer Dom von Rauchmüller? in: Mainzer Zeitschrift 41–43, 1946–48, S. 91–96.
- Entwürfe zum Mainzer Bischofsthron, in: Jahrbuch für das Bistum Mainz 5, 1950.
- Das goldene Mainz, Bauten und Bilder aus 2000 Jahren. Matthias-Grünewald-Verlag, Mainz 1952, DNB 450135292.
- Meisterrisse und Möbel der Mainzer Schreiner, Mainz 1955.
- Die Baugeschichte der Pfarrkirche in Mainz-Bretzenheim, Mainz 1956.
- Die Katharinenkirche zu Oppenheim am Rhein, München 1957.
- Die Grabmäler des Herzogs Otto und der Königin Liutgard in der Aschaffenburger Stiftskirche. „1000 Jahre Stift und Stadt Aschaffenburg“. Festschrift zum Aschaffenburger Jubiläumsjahr 1957. Aschaffenburger Jahrbuch 4.1 (1957) 242–285
- Bau und Ausstattung der Mainzer Kartause, Mainz 1959.
- Die Kunstdenkmäler der Stadt Mainz. Band 1: Kirchen St. Agnes bis Hl. Kreuz, 1961.
- Der Dom zu Mainz, Darmstadt 1982.

Mainzer Inschriften
- Die Inschriften der Stadt Mainz von frühmittelalterlicher Zeit bis 1650, Stuttgart 1958.
- Mainzer Inschriften 1651–1800. I. Die Inschriften des Domes zu Mainz, Mainz 1985.
- Mainzer Inschriften von 1651–1800. II. Kirchen- und Profaninschriften, Mainz 1985.

Bad Wimpfen
- Die Stiftskirche St. Peter zu Wimpfen im Tal, München 1953.
- Die Inschriften der Stadt Wimpfen am Neckar, Stuttgart 1958.
- Die Kunstdenkmäler in Wimpfen am Necker, Mainz 1958.
- Die Königspfalz Wimpfen, Berlin 1967.

### Allgemein
nach Autoren / Herausgebern alphabetisch geordnet 
- Wolfgang Balzer: Personen des religiösen Lebens, Personen des politischen Lebens, Personen des allgemein kulturellen Lebens, Wissenschaftler, Literaten, Künstler, Musiker. In: Mainz, Persönlichkeiten der Stadtgeschichte. 2. Kügler, Ingelheim 1985–1993, ISBN 3-924124-03-5.
- Otto Böcher: Fritz Arens (1912–1986). In: Mainzer Zeitschrift 89, 1994, S. 191–194.
- Helmut Mathy: Fritz Arens (1912–1986). Ein Mainzer Leben für Kunstgeschichte und Denkmalpflege. In: Mainzer Zeitschrift 82, 1987, S. 7–20.
- Sigrid Duchhardt-Bösken: Verzeichnis der Schriften von Fritz Arens aus den Jahren 1972–1986 und der von ihm betreuten Dissertationen. In: Mainzer Zeitschrift 82, 1987, S. 21–24.
- Eberhard J. Nikitsch: Fritz V. Arens als Mainzer Inschriftensammler und Epigraphiker. In: Mainzer Zeitschrift. Mittelrheinisches Jahrbuch für Archäologie, Kunst und Geschichte 103, 2008, S. 231–243.

### Fest- und Gedenkschriften
nach Erscheinungsjahr geordnet 
- Mainzer Zeitschrift 67/68, 1972/73: Fritz Arens, dem Schriftleiter der Mainzer Zeitschrift seit 1953 und unermüdlichen Erforscher der mittelrheinischen Kunstgeschichte zur Vollendung des 60. Lebensjahres am 19. Oktober 1972, gewidmet; S. 9–12: Schriftenverzeichnis.
- Richard Hamann-Mac Lean: Glückwunschschreiben für Fritz Arens. In: Mainzer Zeitschrift, 67/68, 1972/73, S. VII.
- Joachim Glatz, Norbert Suhr (Hrsg.): Kunst und Kultur am Mittelrhein. Festschrift für Fritz Arens zum 70. Geburtstag. Wernersche Verlagsgesellschaft, Worms 1982, ISBN 978-3-88462-016-8
- Helmut Mathy: Wertvolles Kulturgut gerettet. Zum Tod des Mainzer Kunsthistorikers Prof. Dr. Fritz Arens. In: Allgemeine Zeitung vom 15./16. November 1986.
- Otto Böcher: Fritz Arens (1912–1986) zum Gedächtnis. In: Der Wormsgau 14, 1982/86, S. 155–157.
- Magnus Backes: Zum Tode von Fritz Viktor Arens. In: Deutsche Kunst und Denkmalpflege 44 (1986), S. 238–239.
- Nachrufe auf Professor Dr. Fritz Arens bei der Trauerfeier am 18. November 1986 in der Halle des Mainzer Hauptfriedhofs. In: Mainzer Zeitschrift 82, 1987, S. 1–5.
- Cord Meckseper: Professor Dr. Fritz Arens. In: Burgen und Schlösser 28 (1987), S. 106.